# Allée couverte de Crec'h Quillié
L'allée couverte de Crec'h Quillié est une allée couverte située sur la commune de Saint-Quay-Perros dans le département des Côtes-d'Armor.

## Historique
Le site est signalé en 1961 par Théo David, instituteur de Perros-Guirec. Il fait l'objet, entre 1963 et 1966, de fouilles archéologiques dirigées par Jean L'Helgouach puis d'une restauration. Jusqu'à la tempête de 1987, le site était protégé par une pinède. Fin 1989, la commune de Saint-Quay-Perros fait l'acquisition de la parcelle sur laquelle se trouve le monument, grâce à une subvention reçue de la Direction régionale des Affaires culturelles. Avec l'aide du conseil général des Côtes-d'Armor, le site est restauré entre 1990 et 1991 et un panneau signalétique est installé à l'entrée du site.

## Description
À l'origine, l'allée couverte était recouverte par un tumulus en lœss. Sa longueur actuelle est de 28,50 m pour 8,50 m à 9 m de largeur et une hauteur maximale de 1 m. La partie occidentale a été détruite par des carriers mais l'emplacement des piliers manquants a pu être retrouvé lors de la fouille.

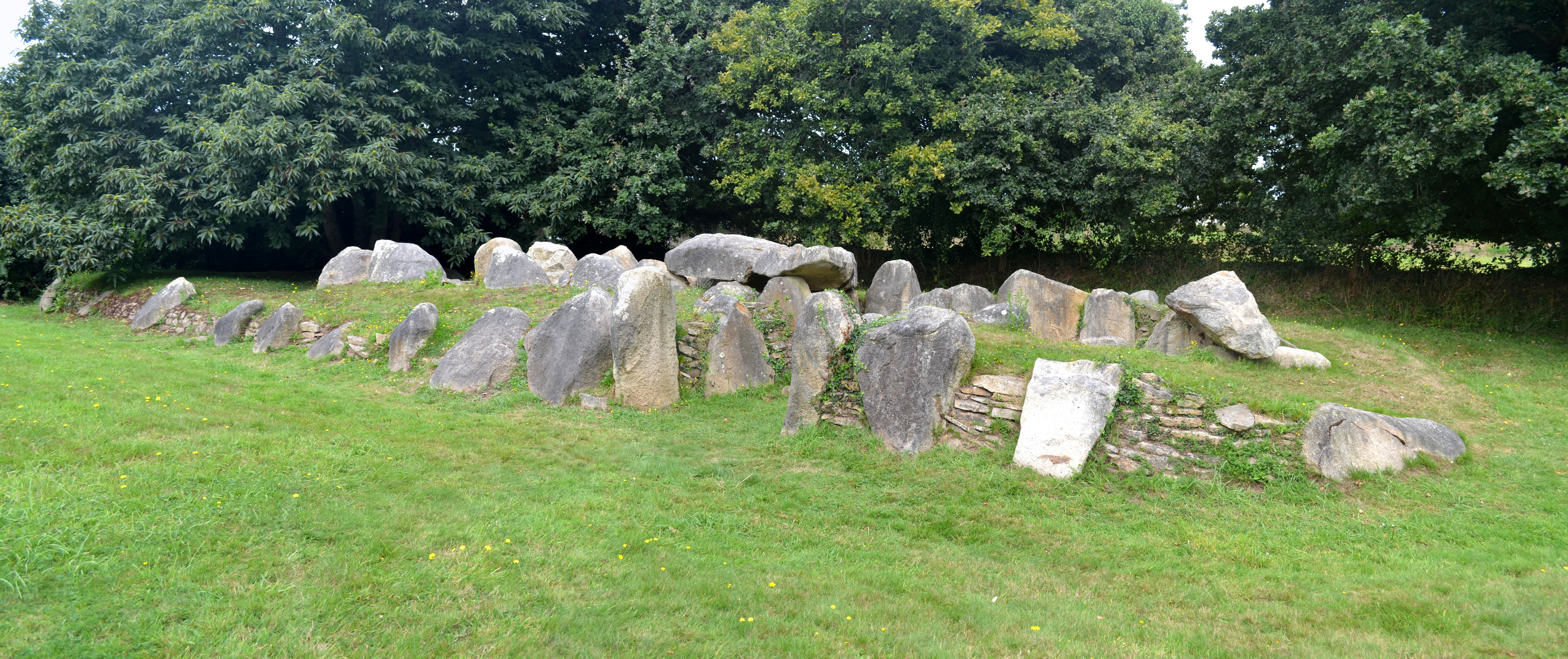
Vue depuis le sud.

L'allée est orientée selon un axe est/ouest (azimut 78°), l'entrée latérale étant située sur le côté sud-est à 4,20 m de l'extrémité orientale. Un couloir de 2 m de long conduit à la chambre sépulcrale proprement-dite (15,20 m de longueur). La largeur de la chambre varie de 1 m au plus étroit jusqu'à 1,80 m au plus large. L'allée est délimitée par douze orthostates côtés nord et sud et par une dalle de chevet à l'est. Compte tenu de la déclivité du sol, ces dalles sont beaucoup plus profondément enfoncées dans le sol dans la partie orientale de l'allée (jusqu'à 1,40 m de profondeur) et leur hauteur hors-sol varie de 1 m à l'est jusqu'à 1,80 m à l'ouest. Toutes les dalles sont en granite de Perros sauf deux qui sont en dolérite d'origine locale. Elles ont été dressées jointivement à la base, les interstices supérieurs étant probablement comblés par des murets en pierres sèches.
Au débouché du couloir dans la chambre, une structure de type coffre a été découverte lors des fouilles à environ 0,30 m à 0,40 m sous le sol d'origine de la chambre. Elle renfermait une série de cinq vases.
Seules quatre tables de couverture sont demeurées en place dans la partie orientale de l'allée mais «aucune ne semblant à sa place d'origine».

## Gravures et sculptures
Plusieurs dalles du péristalithe entourant le tumulus et un orthostate de la chambre comportent des gravures et des sculptures.

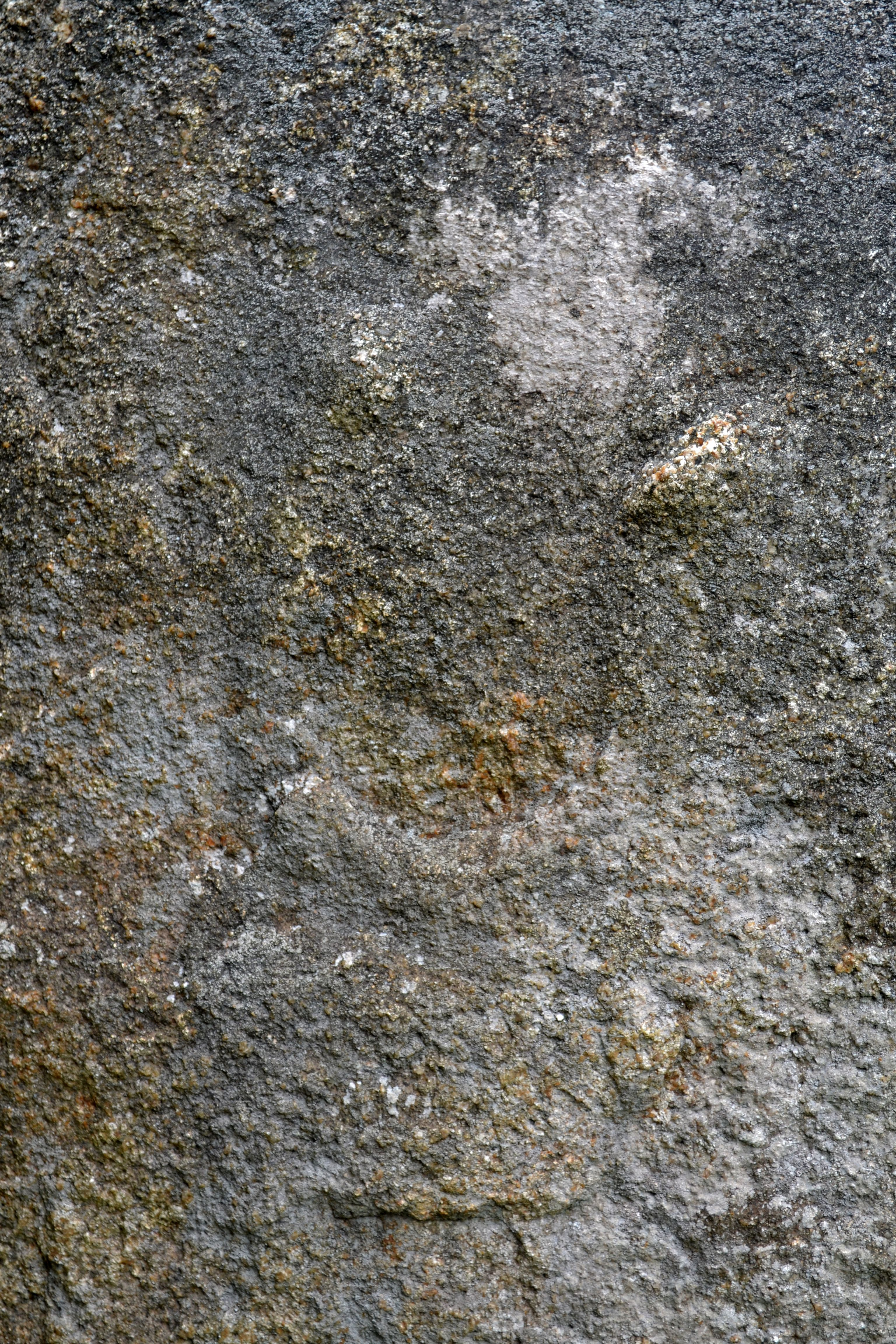
Paire de seins et collier.

Les gravures sur les dalles correspondent à des traits disposés sans ordre précis et s'entrecroisant mais aucune figure précise n'a pu être identifiée. Les gravures ont été creusés plus ou moins profondément, généralement dans la partie supérieure des pierres, sauf dans un cas où elles figurent à la base. Une dalle située à peu près au milieu de la façade sud a fait l'objet d'un traitement plus particulier : la surface a été régularisée par bouchardage, le sommet est légèrement arrondi et les bords sont légèrement en relief. Les gravures y sont constituées par de grands traits parallèles gravés perpendiculairement à l'axe vertical de la dalle. Jean L'Helgouach a souligné la ressemblance qui existe entre cette dalle et certaines statues-menhirs de l'Aveyron.
L'orthostate situé face à l'entrée sur la paroi nord de la chambre comporte deux sculptures en relief : une paire de seins (5 cm à 6 cm de diamètre) surmontant un collier. La forme de la dalle suggère une figure anthropomorphe avec un épaulement bien marqué à 0,45 cm du sommet, la partie supérieure bien arrondie et plane paraissant avoir été travaillée pour suggérer une tête. Si cette représentation de la « déesse-Mère » est assez classique et se retrouve dans au moins deux autres allées couvertes du Trégor (Prajou-Menhir, Kerguntuil), le positionnement du collier sous les seins est tout à fait inhabituel.|

## Fouilles archéologiques
Toute la partie occidentale de l'allée avait déjà été vidée avant les fouilles de Jean L'Helgouach. Le mobilier recueilli sur place se compose d'un matériel lithique (2 haches polies, 2 lames de silex, 1 grattoir et des éclats), d'objets d'ornement (3 pendeloques en schiste noir) et de poteries (8 vases à fond rond, 4 vases à fond plat). Selon Jean L'Helgouach, «l'influence de la civilisation de Seine-Oise-Marne, ou d'un faciès armoricain qui en est très proche, est indiscutable».
L'ensemble peut être daté du Néolithique final armoricain. D'après les datations effectuées sur les charbons de bois retrouvés, le monument aurait été érigé au IIIe millénaire av. J.-C. (entre 2 500 et 2 000 av. J.-C).